# Bezzimyia floridensis
Bezzimyia floridensis är en tvåvingeart som beskrevs av Thomas Pape och Arnaud 2001. Bezzimyia floridensis ingår i släktet Bezzimyia och familjen gråsuggeflugor.
Artens utbredningsområde är Florida. Inga underarter finns listade i Catalogue of Life.